# Barmer Ferienkolonie

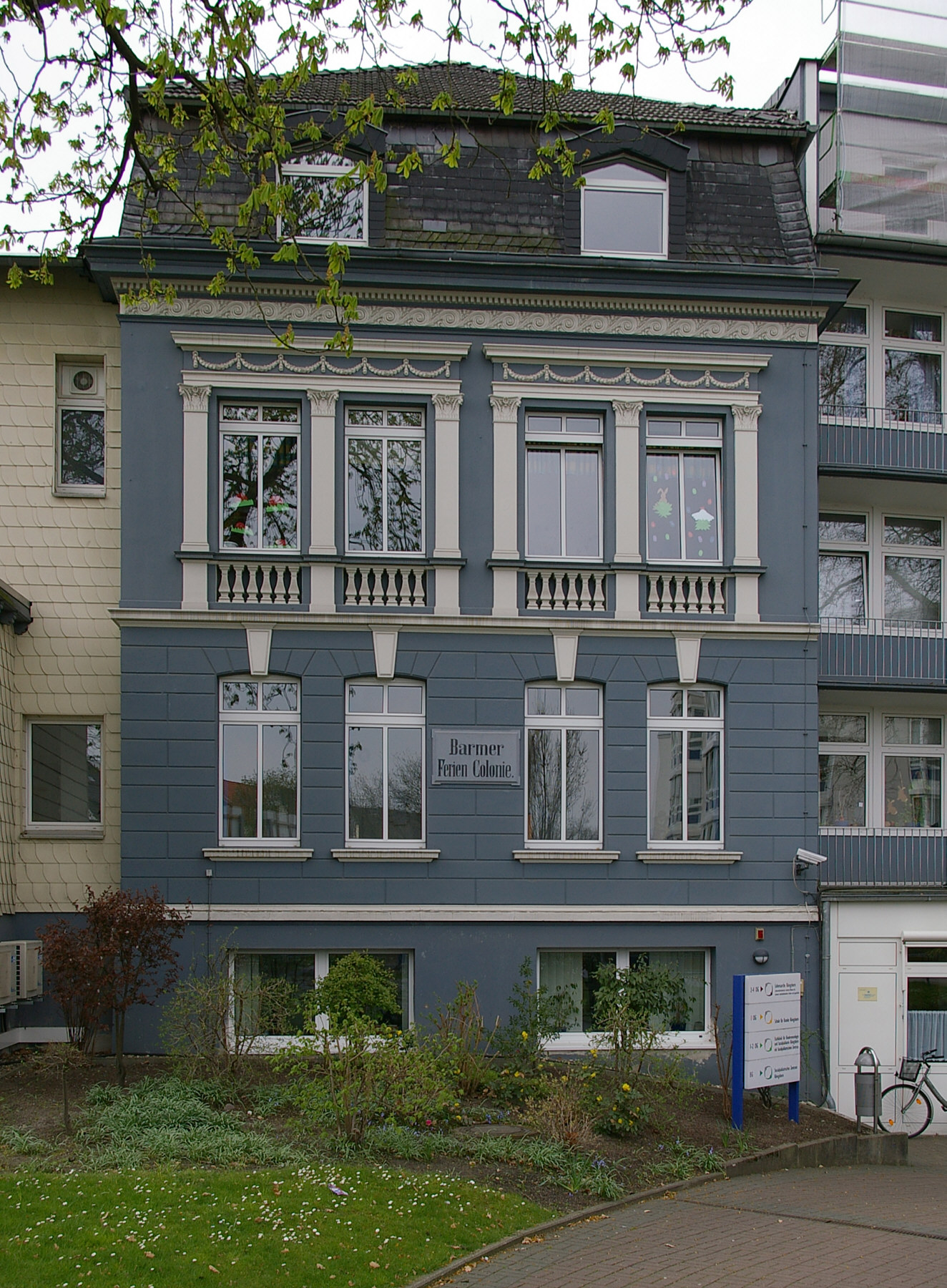
Gebäude der „Barmer Feriencolonie“, Keimzelle des Lebenszentrums Königsborn

Die Barmer Ferienkolonie war eine Erholungsstätte für Elberfelder und Barmer Arbeiterkinder am Ende des 19. Jahrhunderts in Unna-Königsborn.

## Geschichte
Die hohe Industrialisierung in Wuppertal im 19. Jahrhundert ging mit teilweise elenden Lebensbedingungen der Arbeiterschaft einher. Es bildeten sich infolgedessen karitative Vereine im gehobenen Bürgertum, die sich der Armenpflege und der Milderung der harten Lebensumstände widmeten. So kümmerte sich ein karitatives Komitee um die Gesundheitsfürsorge der Elberfelder und Barmer Arbeiterkinder, die oftmals unter Krankheiten wie Tuberkulose, Rachitis oder Rheuma litten.
Erstmals 1880 wurden Kinder nach Königsborn geschickt, wo sie in einer an dem dortigen Kurbad angegliederten Ferienkolonie an einer kostenfreien Genesungskur teilnahmen.
Die Einrichtung wurde nach dem sich einstellenden deutlichen Erfolg rasch erweitert und nahm nun Kinder aus weiteren Ballungszentren auf. So wurde 1882 ein Kinderkrankenhaus errichtet. Als die Saline Königsborn geschlossen wurde, fand auch der Kurbetrieb der Barmer Ferienkolonie ein Ende in der bisherigen Form. Die auf Lungenkrankheiten wie Tuberkulose spezialisierte Kinderheilstätte Königsborn führte den Betrieb aber fort.
In den 1950er Jahren wurde ein Teil des Krankenhauses abgebrochen, um Platz für eine neue Klinik zu schaffen.

## Lebenszentrum Königsborn

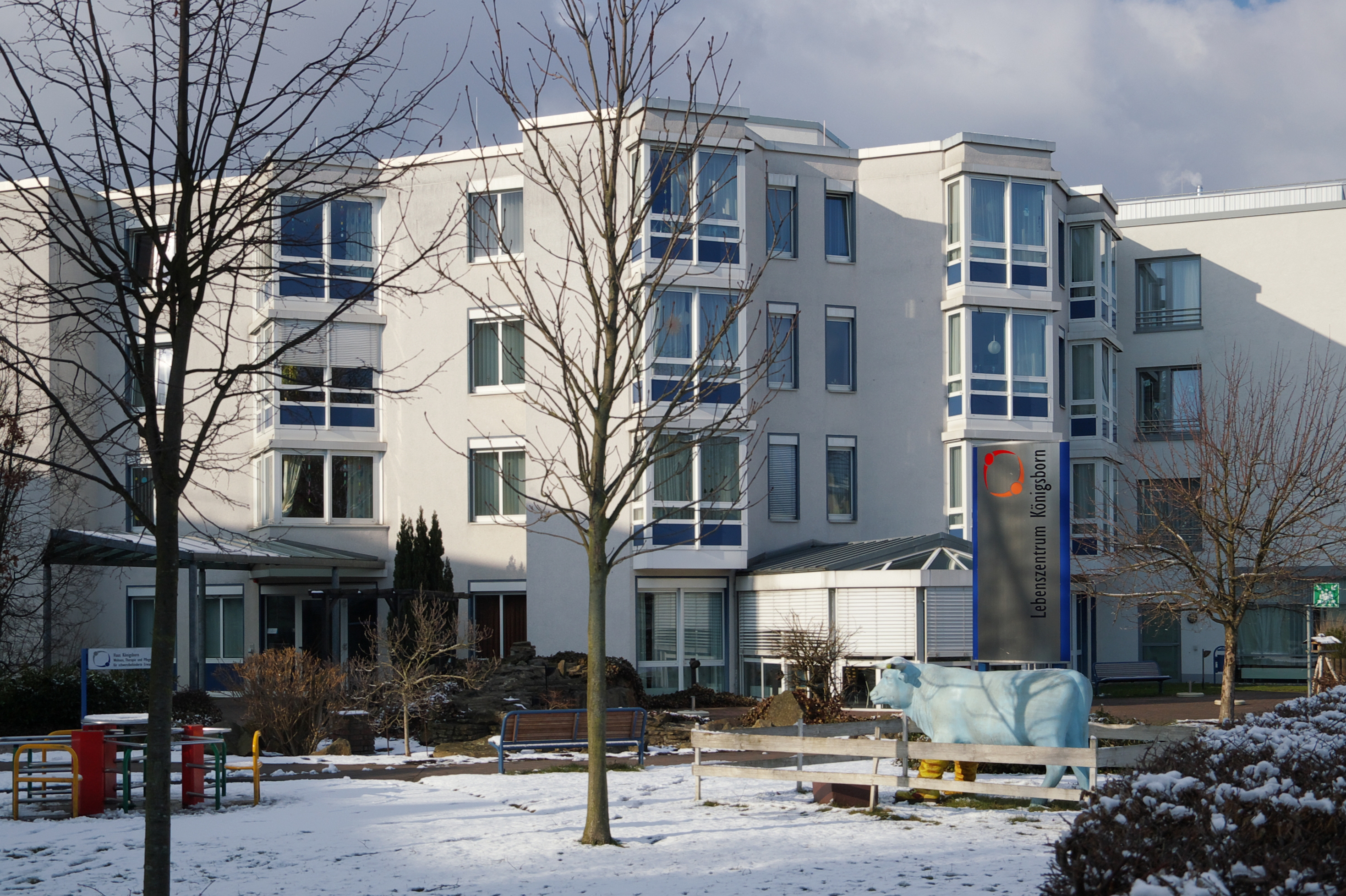
Eins der Gebäude des Lebenszentrums

Als Lebenszentrum Königsborn (seit 2000) kümmern sich die Fachklinik für Neuro- und Sozialpädiatrie und das Sozialpädiatrische Zentrum um Kinder und Jugendliche mit Entwicklungsstörungen, Epilepsie,  Zerebralparesen und Mehrfachbehinderungen. Zum Lebenszentrum gehören auch ein Autismustherapiezentrum und eine Kinderschutzambulanz. Angegliedert sind die Wohneinrichtung Lebensarche für schwerstbehinderte Kinder und Jugendliche und ein Familienzentrum als Kindertagesstätte mit heilpädagogischen Gruppen. Die Fachklinik hat für die Patientenversorgung überregionale Bedeutung über Westfalen hinaus bis ins nördliche Rheinland, das südwestliche Niedersachsen und das hessische Sauerland. Neben den oben erwähnten klassischen Bereichen der Neuro- und Sozialpädiatrie stehen seit Beginn der 20er Jahre zunehmend die Therapie und Diagnostik von Störungen aus dem autistischen Spektrum und Störungen der Bindungsentwicklung im Mittelpunkt der stationären Arbeit. 
Neben dem Campus für Kinder und Jugendliche wurde das Haus Königsborn als Modelleinrichtung des Landes Nordrhein-Westfalen für die Versorgung schwerstbehinderter Erwachsener (54 Plätze) eingerichtet (Menschen im Wachkoma und Rückbildungsphasen).